# Nati nel 1967/Maggio
| Questa pagina contiene informazioni ricavate automaticamente dalle voci biografiche con l'ausilio del template Bio e di un bot. L'aggiornamento è periodico e automatico e ricostruisce completamente la pagina. Se manca una persona in questa lista, sei pregato di non aggiungerla, ma accertati piuttosto che la sua voce biografica contenga il template Bio e che i dati anagrafici siano correttamente compilati. Se il template Bio manca, inseriscilo tu stesso o, in alternativa, metti l'avviso {{tmp\|Bio}} che ne segnala la mancanza. Se i dati riportati sono sbagliati, correggi direttamente la voce biografica; le modifiche saranno visibili in questa lista entro pochi giorni. Per chiarimenti vedi il progetto biografie. La lista contiene solo le 287 persone che sono citate nell'enciclopedia e per le quali è stato implementato correttamente il template Bio. Pagina aggiornata al 10 ago 2025. |

- 1º maggio - Yael Arad, ex judoka israeliana
- 1º maggio - Moses Hamungole, vescovo cattolico zambiano († 2021)
- 1º maggio - Kendra Kobelka, ex sciatrice alpina canadese
- 1º maggio - Tim McGraw, cantante, attore e produttore discografico statunitense
- 1º maggio - Ute Schäper, ex schermitrice tedesca
- 1º maggio - Sol Kyung-gu, attore sudcoreano
- 2 maggio - Liu Ailing, ex calciatrice cinese
- 2 maggio - Luis Manuel Alí Herrera, vescovo cattolico colombiano
- 2 maggio - Luigi Apolloni, allenatore di calcio e ex calciatore italiano
- 2 maggio - Frank Berghuis, allenatore di calcio e ex calciatore olandese
- 2 maggio - Mika Brzezinski, giornalista statunitense
- 2 maggio - Eleonora Contucci, soprano italiano
- 2 maggio - Marty Garner, wrestler statunitense
- 2 maggio - Myriam Hernández, cantante cilena
- 2 maggio - Jurij Lebid', generale ucraino
- 2 maggio - Maria Cristina Maccà, attrice italiana
- 2 maggio - Nanase Ōkawa, fumettista giapponese
- 2 maggio - Ester Pacchiano, ex cestista italiana
- 2 maggio - Ernesto Rapani, politico italiano
- 2 maggio - David Rocastle, calciatore inglese († 2001)
- 2 maggio - Silvia Velo, politica italiana
- 3 maggio - Cao Xiandong, ex calciatore cinese
- 3 maggio - Juan Carlos Chirinos, scrittore venezuelano
- 3 maggio - Adam Hughes, fumettista statunitense
- 3 maggio - Toney Mack, ex cestista statunitense
- 3 maggio - Catherine Marchal, attrice francese
- 3 maggio - André Olbrich, musicista tedesco
- 4 maggio - Riccardo Campa, sociologo e filosofo italiano
- 4 maggio - Jason Dawe, conduttore televisivo e giornalista britannico
- 4 maggio - Ana Gasteyer, attrice, comica e imitatrice statunitense
- 4 maggio - Ronny Jackson, medico, militare e politico statunitense
- 4 maggio - Valerio Piccioni, fumettista italiano
- 4 maggio - Bion Tsang, violoncellista e docente statunitense
- 4 maggio - Akiko Yajima, doppiatrice giapponese
- 5 maggio - Guy Accoceberry, ex rugbista a 15, dirigente sportivo e politico francese
- 5 maggio - Paolo Baraldi, fotografo e giornalista italiano
- 5 maggio - Carlos Alberto Dias, ex calciatore brasiliano
- 5 maggio - Maximiliano Guerra, ballerino e coreografo argentino
- 5 maggio - Kim Hyun-seok, ex calciatore sudcoreano
- 5 maggio - Takehito Koyasu, doppiatore e cantante giapponese
- 5 maggio - Małgorzata Książkiewicz, tiratrice a segno polacca
- 5 maggio - Paul Gerard Martin, arcivescovo cattolico neozelandese
- 5 maggio - Sean Reck, ex calciatore inglese
- 5 maggio - Sašo Robič, sciatore alpino e allenatore di sci alpino sloveno († 2010)
- 5 maggio - Max Tegmark, cosmologo svedese
- 6 maggio - Thomas Abratis, ex combinatista nordico tedesco
- 6 maggio - Massimo Andrei, attore e regista italiano
- 6 maggio - Sergio Armenise, lottatore italiano
- 6 maggio - Till Demtrøder, attore e doppiatore tedesco
- 6 maggio - Aurora Floridia, politica italiana
- 6 maggio - Sven Gatz, politico belga
- 6 maggio - Giulio Giacomin, allenatore di calcio e ex calciatore italiano
- 6 maggio - Risto Laakkonen, ex saltatore con gli sci finlandese
- 7 maggio - Dražen Anzulović, ex cestista e allenatore di pallacanestro croato
- 7 maggio - Adriano Bonaiuti, allenatore di calcio e ex calciatore italiano
- 7 maggio - Steve Potts, allenatore di calcio e ex calciatore inglese
- 7 maggio - Adam Price, sceneggiatore danese
- 7 maggio - Jonathan Wheatley, ingegnere e dirigente sportivo britannico
- 8 maggio - Christian Abt, pilota automobilistico tedesco
- 8 maggio - Gerry Cardinale, imprenditore statunitense
- 8 maggio - Luca Casarini, attivista italiano
- 8 maggio - Viviana Durante, ex ballerina italiana
- 8 maggio - Pepper Keenan, cantante e chitarrista statunitense
- 8 maggio - Dave Randall, ex tennista statunitense
- 9 maggio - Israel Blake Cantero, allenatore di calcio e ex calciatore cubano
- 9 maggio - Nataša Bokal, ex sciatrice alpina slovena
- 9 maggio - Fëdor Bondarčuk, attore, regista e produttore cinematografico russo
- 9 maggio - Mario Farci, vescovo cattolico italiano
- 9 maggio - Pavel Hoftych, allenatore di calcio, dirigente sportivo e ex calciatore ceco
- 10 maggio - Raffaele Cecco, autore di videogiochi britannico
- 10 maggio - Antje Harvey, ex sciatrice nordica tedesca
- 10 maggio - Derek Hilland, tastierista statunitense
- 10 maggio - Emilio Marrese, giornalista, scrittore e conduttore radiofonico italiano
- 10 maggio - Simona Patitucci, doppiatrice, cantante e attrice italiana
- 10 maggio - Andrea Romano, politico e storico italiano
- 10 maggio - Jon Ronson, giornalista, scrittore e sceneggiatore britannico
- 10 maggio - Jason Rothenberg, produttore televisivo e sceneggiatore statunitense
- 10 maggio - Nobuhiro Takeda, ex calciatore giapponese
- 10 maggio - Pierluigi Ussorio, ex tiratore a segno italiano
- 10 maggio - Young MC, rapper britannico
- 11 maggio - Mislav Bezmalinović, pallanuotista jugoslavo († 2024)
- 11 maggio - Patricia Chauvet, ex sciatrice alpina francese
- 11 maggio - Alberto García Aspe, ex calciatore messicano
- 11 maggio - Sue Gardner, giornalista canadese
- 11 maggio - Johan Heldenbergh, attore, drammaturgo e regista belga
- 11 maggio - Zdeněk Jánoš, calciatore ceco († 1999)
- 11 maggio - Apache Indian, musicista e cantante britannico
- 11 maggio - Jacob Moli, allenatore di calcio e ex calciatore salomonese
- 11 maggio - Andrés Antonio Romero, ex calciatore cileno
- 11 maggio - Géza Röhrig, attore, poeta e cantante ungherese
- 12 maggio - Darren Beckford, ex calciatore inglese
- 12 maggio - Espen Berntsen, arbitro di calcio norvegese
- 12 maggio - Yanitzia Canetti, scrittrice, traduttrice e editrice cubana
- 12 maggio - Johannes Enders, sassofonista tedesco
- 12 maggio - Ramón González Arrieta, ex ciclista su strada spagnolo
- 12 maggio - Martina Lubyová, politica e economista slovacca († 2023)
- 12 maggio - Germán Mesa, ex giocatore di baseball cubano
- 12 maggio - Lawrence Rucchin, hockeista su ghiaccio canadese († 2002)
- 12 maggio - Yūji Sakamoto, sceneggiatore giapponese
- 12 maggio - Bill Shorten, politico australiano
- 13 maggio - Giulio Borgo, scacchista italiano
- 13 maggio - Lorenzo Canova, storico dell'arte e critico d'arte italiano
- 13 maggio - Andreas Geremia, cantante tedesco
- 13 maggio - Silvio Vittorio Giampietro, ex calciatore italiano
- 13 maggio - Tommy Gunn, attore pornografico statunitense
- 13 maggio - Tony Harris, ex cestista statunitense
- 13 maggio - Mark Miles, arcivescovo cattolico, diplomatico e traduttore britannico
- 13 maggio - Chuck Schuldiner, chitarrista, cantante e compositore statunitense († 2001)
- 13 maggio - Melanie Thornton, cantante statunitense († 2001)
- 13 maggio - Alessandro Vedani, politico italiano
- 14 maggio - Mojca Dežman, ex sciatrice alpina jugoslava
- 14 maggio - Bettany Hughes, storica e scrittrice inglese
- 14 maggio - Natasha Kaiser-Brown, ex velocista statunitense
- 14 maggio - Valeria Marini, showgirl, attrice e imprenditrice italiana
- 14 maggio - Marina Shpitzindel, ex cestista moldava
- 14 maggio - Tony Siragusa, giocatore di football americano, attore e imprenditore statunitense († 2022)
- 14 maggio - Ben Smith, ex giocatore di football americano statunitense
- 14 maggio - Mona Ullmann, ex atleta paralimpica norvegese
- 14 maggio - Carlos Isagani Zarate, politico e attivista filippino
- 15 maggio - Simen Agdestein, scacchista e ex calciatore norvegese
- 15 maggio - Ernesto Araújo, diplomatico e politico brasiliano
- 15 maggio - Brigitte Bako, attrice canadese
- 15 maggio - Daniel Dimitrov, ex cestista bulgaro
- 15 maggio - Madhuri Dixit, attrice indiana
- 15 maggio - Andrea Jürgens, cantante tedesca († 2017)
- 15 maggio - Giuliano Melosi, allenatore di calcio e ex calciatore italiano
- 15 maggio - Vladimíra Racková, ex discobola ceca
- 15 maggio - John Smoltz, ex giocatore di baseball statunitense
- 15 maggio - John Tlale, allenatore di calcio e ex calciatore sudafricano
- 15 maggio - Orlando Zapata Tamayo, attivista cubano († 2010)
- 16 maggio - Flavio Albanese, attore e regista teatrale italiano
- 16 maggio - Carla Barbarino, ex ostacolista e velocista italiana
- 16 maggio - Luboš Buchta, ex fondista ceco
- 16 maggio - Dharmesh Darshan, regista e sceneggiatore indiano
- 16 maggio - Chuck Garric, bassista statunitense
- 16 maggio - Steve Gordon, ex rugbista a 15 e allenatore di rugby a 15 neozelandese
- 16 maggio - Fōtīs Katsikarīs, allenatore di pallacanestro e ex cestista greco
- 16 maggio - Brían F. O'Byrne, attore irlandese
- 16 maggio - Peter Rasmussen, ex calciatore danese
- 16 maggio - Jon Schnepp, attore, regista e sceneggiatore statunitense († 2018)
- 16 maggio - Sammie Smith, ex giocatore di football americano statunitense
- 16 maggio - Yūki Takita, ex calciatore giapponese
- 16 maggio - Ramon Tikaram, attore e doppiatore britannico
- 16 maggio - Virgil Widrich, regista e artista austriaco
- 17 maggio - Joseph Acaba, astronauta statunitense
- 17 maggio - Luca Ansaloni, ex cestista e allenatore di pallacanestro italiano
- 17 maggio - Cameron Bancroft, attore canadese
- 17 maggio - Radostina Dimitrova, ex cestista bulgara
- 17 maggio - Mnacakan Iskandarjan, ex lottatore russo
- 17 maggio - Mohamed Nasheed, politico maldiviano
- 17 maggio - Marietta Tabangin-Magno, ex mezzofondista filippina
- 17 maggio - Andrea Vento, saggista e giornalista italiano
- 17 maggio - Damian Woetzel, ex ballerino statunitense
- 18 maggio - Emmanuelle Alt, editrice francese
- 18 maggio - Osiel Cárdenas Guillén, criminale messicano
- 18 maggio - Heinz-Harald Frentzen, ex pilota automobilistico tedesco
- 18 maggio - Marina Montesano, storica italiana
- 18 maggio - John Morton, ex cestista statunitense
- 18 maggio - Marco Scurria, politico italiano
- 18 maggio - Bob Stephenson, attore statunitense
- 18 maggio - Vladan Tomić, calciatore e allenatore di calcio serbo († 2016)
- 19 maggio - Alexia, cantante e compositrice italiana
- 19 maggio - Michiel Bartman, ex canottiere olandese
- 19 maggio - John Friesz, ex giocatore di football americano statunitense
- 19 maggio - Ahmed Ressam, terrorista algerino
- 19 maggio - Morten Tyldum, regista norvegese
- 19 maggio - Andrej Voronkov, allenatore di pallavolo e ex pallavolista russo
- 20 maggio - Gianluca Berti, dirigente sportivo e ex calciatore italiano
- 20 maggio - Graham Brady, politico britannico
- 20 maggio - Guido Curtarello, ex cestista italiano
- 20 maggio - Paolo di Grecia, principe greco
- 20 maggio - Marat Khusainov, generale kazako
- 20 maggio - Claudio Moneta, attore, doppiatore e direttore del doppiaggio italiano
- 20 maggio - Gabriele Muccino, regista e sceneggiatore italiano
- 20 maggio - Stephanie Niznik, attrice statunitense († 2019)
- 20 maggio - Patrick Ortlieb, ex sciatore alpino, politico e dirigente sportivo austriaco
- 20 maggio - Rubén Vallejos, ex calciatore cileno
- 20 maggio - Tommy Wieringa, scrittore olandese
- 20 maggio - Michael Zampino, regista e sceneggiatore italiano
- 20 maggio - Morena Zapparoli, conduttrice televisiva, autrice televisiva e blogger italiana
- 21 maggio - Chris Benoit, wrestler canadese († 2007)
- 21 maggio - Márcio Brancher, allenatore di calcio a 5 e ex giocatore di calcio a 5 brasiliano
- 21 maggio - Alessandro Giuliano, poliziotto, prefetto e dirigente pubblico italiano
- 21 maggio - Fernando Martínez Perales, allenatore di calcio e ex calciatore spagnolo
- 22 maggio - Stefano Della Santa, ex ciclista su strada italiano
- 22 maggio - Patxi Ferreira, allenatore di calcio e ex calciatore spagnolo
- 22 maggio - Christophe Gagliano, ex judoka francese
- 22 maggio - Dietrich Henschel, baritono tedesco
- 22 maggio - Louise Marmont, ex giocatrice di curling svedese
- 22 maggio - Vittorio Pisani, dirigente pubblico e poliziotto italiano
- 22 maggio - Brooke Smith, attrice statunitense
- 22 maggio - John Vanderslice, musicista, cantautore e produttore discografico statunitense
- 22 maggio - Gundars Vētra, ex cestista e allenatore di pallacanestro lettone
- 22 maggio - Brandon Williams, politico statunitense
- 22 maggio - Svetlana Zitāne, ex cestista lettone
- 23 maggio - Luis Roberto Alves, ex calciatore messicano
- 23 maggio - Roberto Caruso, ex ciclista su strada italiano
- 23 maggio - Fabrizio Forquet, giornalista italiano († 2016)
- 23 maggio - Anna Ibrisagic, politica svedese
- 23 maggio - Masanaga Kageyama, allenatore di calcio e ex calciatore giapponese
- 23 maggio - Giovanni Lopez, allenatore di calcio e ex calciatore italiano
- 23 maggio - Carlos Mercenario, ex marciatore messicano
- 23 maggio - Wotan Wilke Möhring, attore tedesco
- 23 maggio - Vladimir Poşexontsev, ex calciatore azero
- 23 maggio - Philip Selway, musicista e cantautore inglese
- 23 maggio - Timur Vermes, scrittore e giornalista tedesco
- 23 maggio - Sean Williams, scrittore e giornalista australiano
- 23 maggio - Xu Demei, ex giavellottista cinese
- 24 maggio - Dana Ashbrook, attore statunitense
- 24 maggio - James Baxter, animatore britannico
- 24 maggio - Julia Bremermann, attrice tedesca
- 24 maggio - Eric Close, attore statunitense
- 24 maggio - Rossana Doll, ex attrice pornografica italiana
- 24 maggio - Maurizio Ferrarese, allenatore di calcio e ex calciatore italiano
- 24 maggio - Heavy D, cantante, rapper e attore statunitense († 2011)
- 24 maggio - Herbert Ilsanker, ex calciatore austriaco
- 24 maggio - Steve McDonald, bassista statunitense
- 24 maggio - Sherali Mirzo, generale e politico tagiko
- 24 maggio - Tommy Page, cantautore statunitense († 2017)
- 24 maggio - Bruno Putzulu, attore francese
- 24 maggio - Sergio Rebelli, giornalista, conduttore televisivo e conduttore radiofonico italiano
- 24 maggio - Ljubov' Vasil'eva, fondista e biatleta russa
- 25 maggio - Maziar Bahari, giornalista, regista e attivista iraniano
- 25 maggio - Luigi Battezzato, grecista e filologo classico italiano
- 25 maggio - Ruthie Bolton, ex cestista e allenatrice di pallacanestro statunitense
- 25 maggio - Danilo Coppola, imprenditore italiano
- 25 maggio - Knut Holte, ex calciatore norvegese
- 25 maggio - Grasshopper, musicista statunitense
- 25 maggio - Gustavo Matosas, allenatore di calcio e ex calciatore uruguaiano
- 25 maggio - Luc Nilis, ex calciatore belga
- 25 maggio - Andrew Sznajder, ex tennista canadese
- 25 maggio - Guillermo Vázquez, allenatore di calcio e ex calciatore messicano
- 26 maggio - Paolo Coen, storico dell'arte e museologo italiano
- 26 maggio - Bjørn Petter Ingebretsen, allenatore di calcio e dirigente sportivo norvegese
- 26 maggio - Ulf Johansson, ex biatleta svedese
- 26 maggio - Sara Mannheimer, scrittrice e artista svedese
- 26 maggio - Nicola Mari, fumettista italiano
- 26 maggio - Tilly Metz, politica lussemburghese
- 26 maggio - Kevin Moore, tastierista, cantante e compositore statunitense
- 26 maggio - Alberto Peruffo, attivista, alpinista e scrittore italiano
- 26 maggio - Kristen Pfaff, bassista statunitense († 1994)
- 26 maggio - Philip Treacy, stilista irlandese
- 26 maggio - Mika Yamamoto, giornalista e fotoreporter giapponese († 2012)
- 27 maggio - Toninho Cecílio, ex calciatore brasiliano
- 27 maggio - Juan Carlos Cuminetti, ex pallavolista argentino
- 27 maggio - Matteo Del Fante, dirigente d'azienda e dirigente pubblico italiano
- 27 maggio - Alain Escalle, regista francese
- 27 maggio - Paul Gascoigne, ex calciatore inglese
- 27 maggio - Paco Martín, ex cestista spagnolo
- 27 maggio - Eddie McClintock, attore statunitense
- 27 maggio - George McCloud, ex cestista statunitense
- 27 maggio - Andrea Mirò, cantautrice, direttrice d'orchestra e polistrumentista italiana
- 27 maggio - Gerardina Trovato, cantautrice italiana
- 27 maggio - Doug West, ex cestista e allenatore di pallacanestro statunitense
- 28 maggio - Gabriele Clima, scrittore italiano
- 28 maggio - Alberto De Falco, militare italiano († 2000)
- 28 maggio - Tania Evans, cantante britannica
- 28 maggio - Jason Kravits, attore statunitense
- 28 maggio - Pekka Markkanen, ex cestista finlandese
- 28 maggio - Omar Pedrini, cantautore e chitarrista italiano
- 28 maggio - Glen Rice, ex cestista statunitense
- 29 maggio - Evgenij Alejnikov, tiratore a segno russo († 2024)
- 29 maggio - Omar Arellano Nuño, ex calciatore messicano
- 29 maggio - Juan Carlos Barros, ex cestista spagnolo
- 29 maggio - Alberto Borghetti, ingegnere italiano
- 29 maggio - Birgit Eggert, cestista tedesca († 2019)
- 29 maggio - Noel Gallagher, cantautore, chitarrista e produttore discografico britannico
- 29 maggio - Alexandre Gallo, allenatore di calcio e ex calciatore brasiliano
- 29 maggio - José Manuel Garcia Cordeiro, arcivescovo cattolico portoghese
- 29 maggio - Heidi Mohr, calciatrice tedesca († 2019)
- 29 maggio - Ingo Steinhöfel, ex sollevatore tedesco orientale
- 30 maggio - Jean-Jacques Aeschlimann, dirigente sportivo, ex hockeista su ghiaccio e allenatore di hockey su ghiaccio svizzero
- 30 maggio - Tim Burgess, cantante britannico
- 30 maggio - Giusy Consoli, disc jockey, musicista e produttrice discografica italiana
- 30 maggio - Claudia Porchietto, politica italiana
- 30 maggio - Aleksandar Trifunović, allenatore di pallacanestro e ex cestista jugoslavo
- 31 maggio - Sandrine Bonnaire, attrice francese
- 31 maggio - Roberto Brunetti, attore italiano († 2022)
- 31 maggio - Eric Revis, contrabbassista e compositore statunitense
- 31 maggio - Phil Keoghan, conduttore televisivo neozelandese
- 31 maggio - Luigi Mascheroni, giornalista, saggista e critico letterario italiano
- 31 maggio - Ntare Mwine, attore statunitense
- 31 maggio - Giancarlo Olivares, disegnatore italiano
- 31 maggio - Roberto Osimani, giocatore di calcio a 5 e allenatore di calcio a 5 italiano
- 31 maggio - Válber, ex calciatore brasiliano
- 31 maggio - Vampiro, wrestler, commentatore televisivo e musicista canadese
- 31 maggio - Kadri Veseli, politico kosovaro